# Hrabstwo Caribou
Hrabstwo Caribou (ang. Caribou County) – hrabstwo w stanie Idaho w Stanach Zjednoczonych. Obszar całkowity hrabstwa obejmuje powierzchnię 1798,62 mil² (4658,4 km²). Według szacunków United States Census Bureau w roku 2009 miało 6914 mieszkańców. Jego siedzibą administracyjną jest Soda Springs.
Jednostkę administracyjną ustanowiono 11 lutego 1919 r. – było to ostatnie w stanie Idaho utworzone hrabstwo. Nazwa pochodzi od gór Caribou.

## Miejscowości
- Bancroft
- Grace
- Soda Springs